# Santo Entierro de Liatzasolo

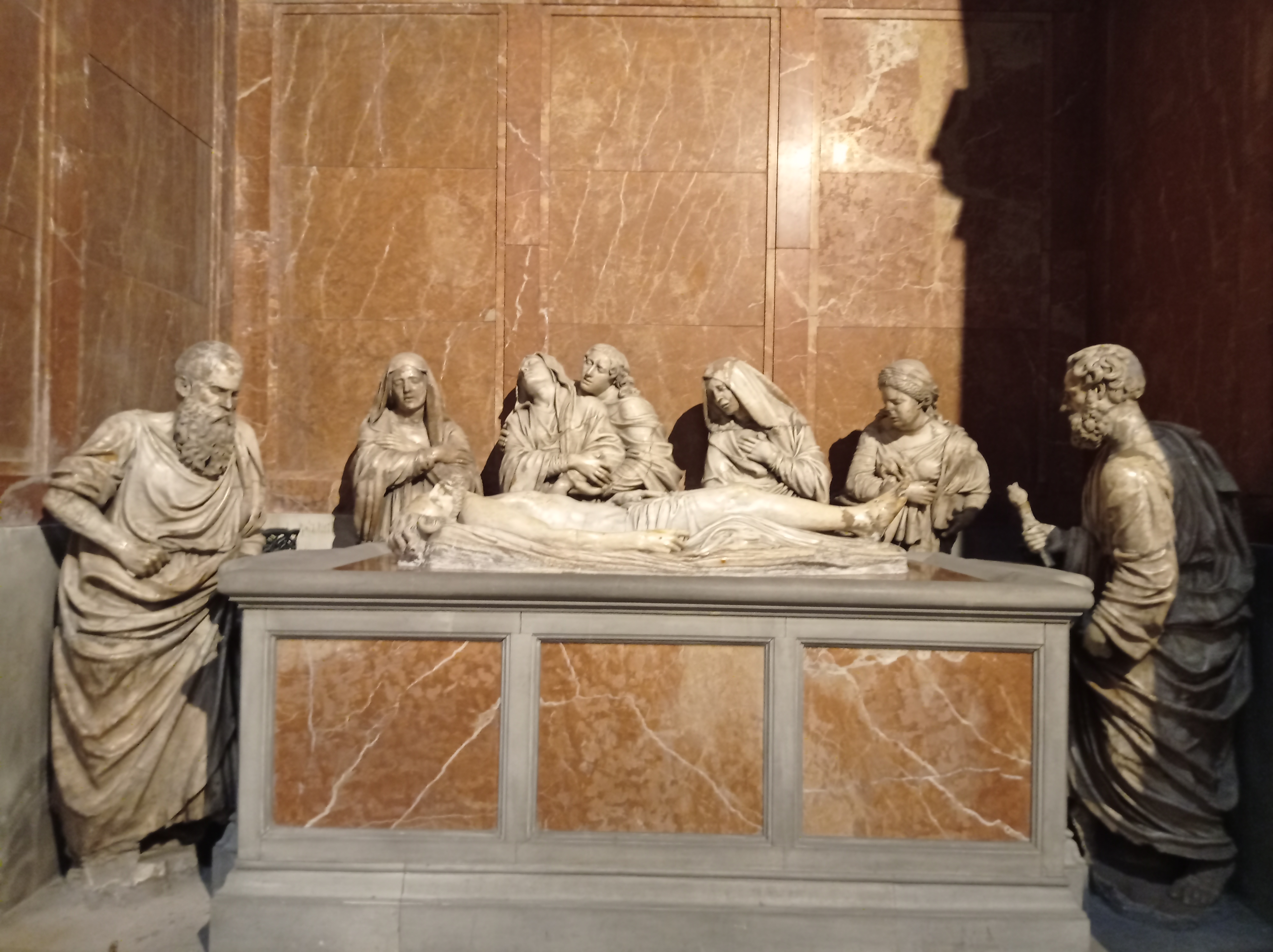
Santo Entierro.

El Santo Entierro de Liatzasolo es un grupo escultórico realizado por Martín Díez de Liatzasolo durante los años 1539 y 1544. Se encuentra en la parte derecha del crucero de la catedral del Espíritu Santo de Tarrasa en la provincia de Barcelona (España).
Durante la guerra civil española del año 1936, sufrió graves destrozos, aunque las piezas fueron recogidas y guardadas, hasta su posterior reconstrucción.

## Historia
El escultor Martín Díez de Liatzasolo, fue uno de los más importantes en la época del Renacimiento en Cataluña. Su origen es algo incierto, aunque se cree de procedencia vasca o Navarra, gracias a su testamento, donde se declara hijo de un maestro de obra de Guipúzcoa llamado Ochavar. El nombre de Liatzasolo hace creer que se debe al de alguna población como Itsasondo al lado de Ordicia o de Lizasoain cerca de Pamplona. Su obra se produjo en la región catalana, donde llegó a tener uno de los talleres más productivos de Barcelona.
Los grupos representando el «Santo Entierro», se introdujeron en España a principios del siglo XVI, bajo la influencia de los construidos en Italia y en Francia. Los más conocidos son los realizados por los maestros italianos Niccolò dell'Arca y Guido Mazzoni y en España, entre otros, el de Juan de Juni.
El Santo Entierro, fue encargado y costeado en el año 1539, por los fieles pertenecientes a la parroquia de San Pedro de Tarrasa, con un coste de 273 libras.
Los comitentes decidieron en 1540, que el grupo se debía colocar en la capilla de Nuestra Señora del Rosario, de la iglesia del Santo Espíritu, «para que fuera más venerada y honrada y cada uno pudiera cumplir y hacer sus devociones cada día, lo que no se podría hacer si fuese puesto en la iglesia de San Pedro de Tarrasa».

## Descripción

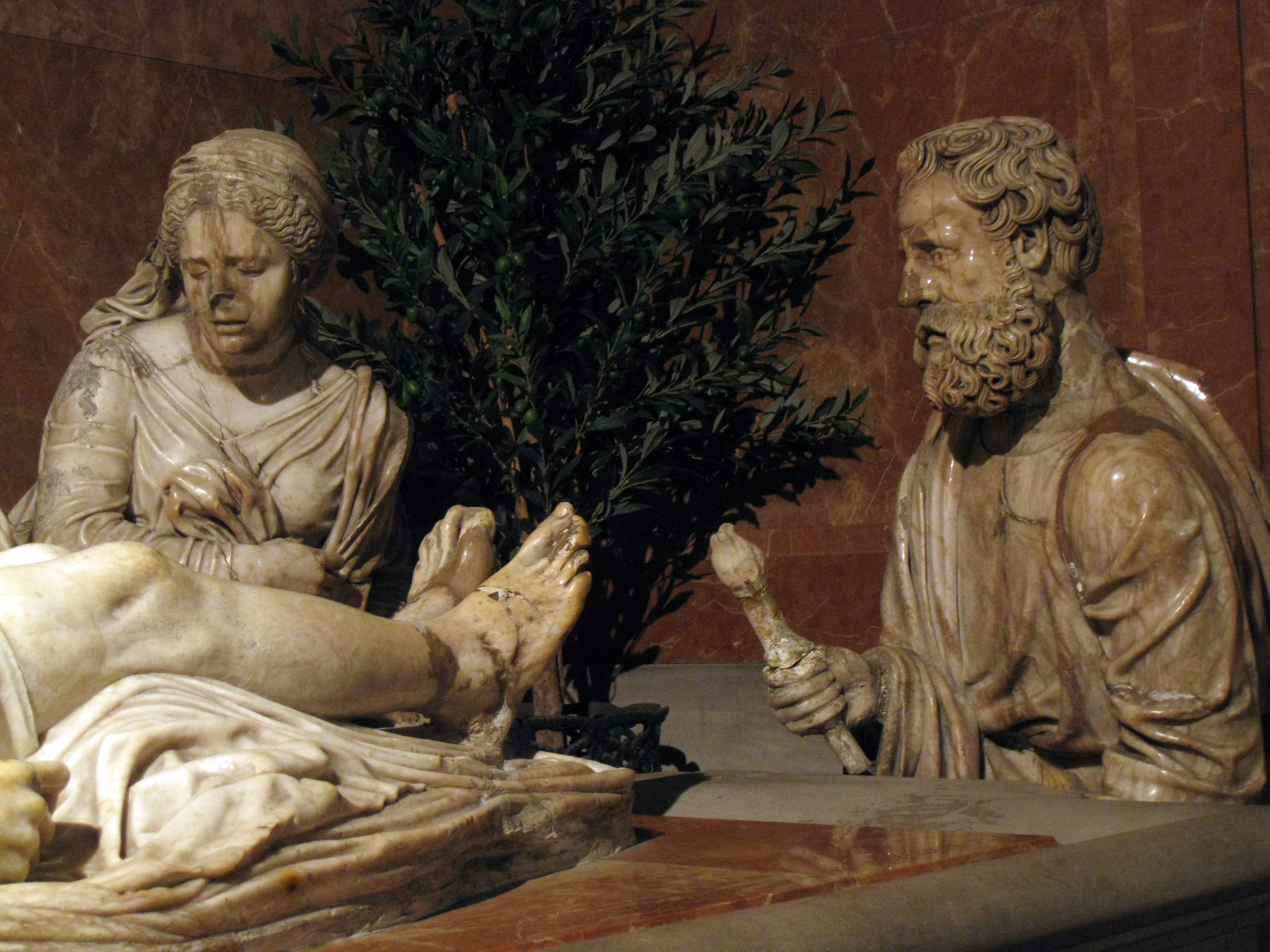
Santo Entierro. Detalle.

La obra está realizada en piedra de alabastro y consta de siete imágenes más la de Cristo. La medida del conjunto es de 391 x 162 cm, sus personajes y medidas son:
- Cristo yacente, 167 x 55 cm
- San Juan Evangelista, la Virgen María, María Magdalena, María Cleofé y María Salomé, todos de medio cuerpo con una altura de 105 cm
- San José de Arimatea de 165 cm
- San Nicodemo de 172 cm

En el centro sobre un túmulo parecido a un altar, se encuentra la figura de Cristo yacente, con una anatomía perfectamente estudiada y realizada; está tendido con los brazos a lo largo de su cuerpo y la cabeza girada hacia el lado derecho, colocación que permite su mayor visibilidad por el espectador. En ambos lados del túmulo se encuentran las figuras de San José de Arimatea y de San Nicodemo; el resto de las imágenes se encuentran en un segundo plano tras la figura de Cristo.
El escultor labró las imágenes independientes, con una vida propia y de emoción, por el dolor de la muerte de Cristo; las actitudes se demuestran con las cabezas humilladas y las manos unidas caídas sobre el regazo, es decir, unas posturas de recogimiento dentro de sí mismas.

La Virgen María es la figura más llamativa y mejor ejecutada; es en el dolor expresivo de su cara donde denota claramente la influencia de Miguel Ángel, así como también se nota el gusto italianizante en los pliegues ricos y abundantes de todas las vestiduras. El escultor firmó en el sudario de Cristo con esta inscripción: